# Trojaki (rejon miorski)
Trojaki – dawna wieś. Tereny na których leżała znajdują się obecnie na Białorusi, w obwodzie witebskim, w rejonie miorskim, w sielsowiecie Jazno.

## Historia
W czasach zaborów wieś włościańska w gminie Jazno, w powiecie dzisieńskim, w guberni wileńskiej Imperium Rosyjskiego.
W latach 1921–1945 wieś leżała w Polsce, w województwie wileńskim, w powiecie dziśnieńskim, w gminie Jazno.
Według Powszechnego Spisu Ludności z 1921 roku zamieszkiwały tu 54 osoby, wszystkie były wyznania prawosławnego. Jednocześnie 28 mieszkańców zadeklarowało polską a 26 białoruską przynależność narodową. Było tu 9 budynków mieszkalnych. W 1931 w 10 domach zamieszkiwało 57 osób.
Wierni należeli do parafii rzymskokatolickiej i prawosławnej w Dziśnie. Miejscowość podlegała pod Sąd Grodzki w Dziśnie i Okręgowy w Wilnie; właściwy urząd pocztowy mieścił się w Jaźnie.